# 大阪市交通局80系電車
大阪市交通局80系電車（おおさかしこうつうきょく80けいでんしゃ）は、大阪市交通局の高速電気軌道（大阪市営地下鉄）今里筋線用の通勤形電車（リニアメトロ車両）である。2018年（平成30年）4月の大阪市交通局民営化にともない、大阪市高速電気軌道（Osaka Metro）に継承された。また、2019年（平成31年）には一部の車両が長堀鶴見緑地線に転用された。

## 概要

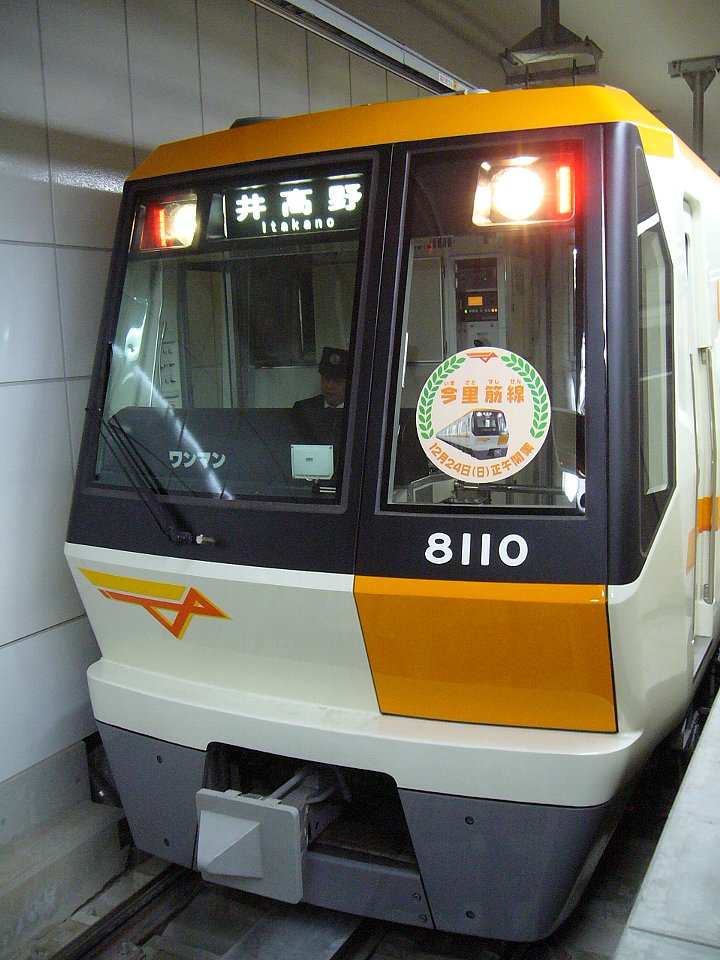
今里筋線開業時
（2006年）

2006年（平成18年）12月24日正午の今里筋線の開業時から営業運転を開始した。既存のリニアモーター車両である長堀鶴見緑地線用70系とは設計変更点が多い。試験車両の01編成は2004年（平成16年）11月に近畿車輛で落成し、今里筋線が完成するまで長堀鶴見緑地線で試運転を実施していた。また、02編成以降は川崎重工業も製造を担当し、あわせて17本計68両が製造された。
起動加速度は2.5 km/h/sと日本の地下鉄車両にしては加速度が低い部類である。

## 車体・走行機器など

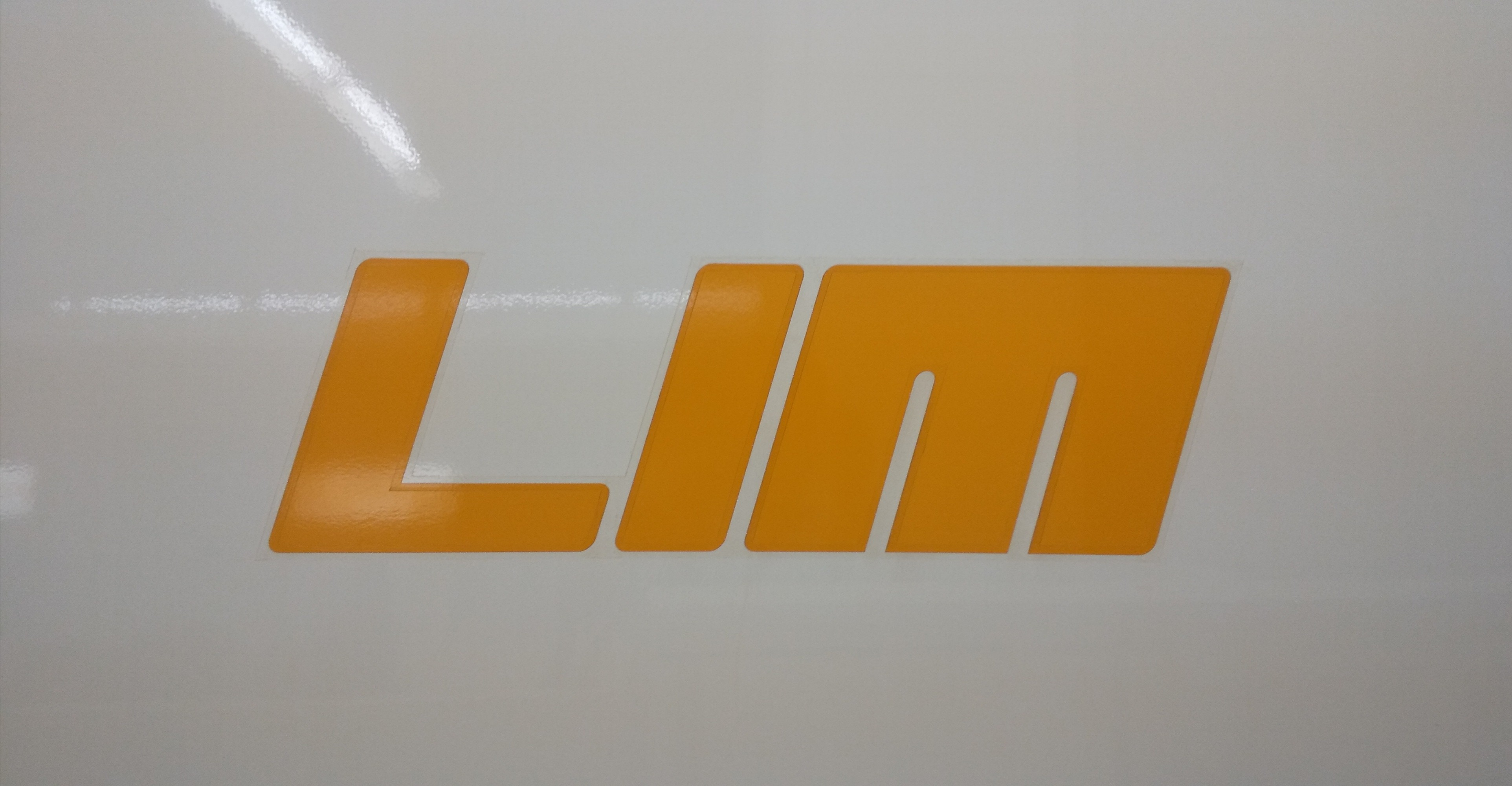
LIMマーク

車体はアルミ合金製薄肉大型中空形材で構成されており、先頭形状などは70系に類似する。
車体塗装は薄いクリーム色を基本とし、今里筋線のラインカラーであるオレンジのラインを側面中央と上部および前面非常用貫通扉下部に配し、客用ドア周りは肌色である。さらに先頭車の前面下部には、今里筋線の正式名称が「大阪市高速電気軌道第8号線」であることにちなんで「8」を変形させたマークと、リニアモーター駆動を示す「LIM」の文字がある。また、大阪市営地下鉄のマークは、車両側面の下部に記されていたが、大阪市営地下鉄民営化に伴い2017年（平成29年）中にマークは消去され、2018年（平成30年）4月からは各車両の戸袋部分左右1か所ずつ、「Osaka Metro」ロゴが貼付されている。
客室の窓ガラスは扉間は1枚下降式、車端部は固定式である。行先表示器は70系では前面幕式、側面LED式であったが、本系列では前面・側面とも幕式である。
主回路はVVVFインバータ制御で、使用素子は70系のGTOサイリスタからIGBTに変更された。
客用扉については、01編成のみ試験的に大阪市営地下鉄初の電気式ドアエンジンが採用された。また、01編成では非常用ドアコックが各扉に1台ずつ設置されている。（その他の編成は1両当たり2台）
今里筋線は全駅に可動式ホーム柵を設置しているため、転落防止幌は設置されていないが、01編成については落成当初は設置され、後に撤去された。そのため、01編成の妻面には転落防止幌の撤去跡が残っている。

### 70系との相違点
コストダウンによるスペック変更が随所に見られる。
- 行先表示指令器が10系改造車・20系改造車・66系2次車（第13編成以降）と同じタッチディスプレイ式になっている。
- 運転台にATO自動運転ボタンが設置されていない。
- 車体側面の折れ曲がり位置を1,400 mmから810 mmに下げ、乗降扉の窓を平面ガラスに変更[1][注 2]。

## 内装
車体のオレンジ系に対し、車内は白を基本色としている。
座席は定員着席を促すため緑色系のバケットシートを採用し、1人分の場所に模様が入っている。1人当たりの座席幅は70系の433 mmから470 mmに拡大された。つり革は従来からの座席前のみならず乗降口部分にも1,800 mmの高さに各4箇所ずつ増設された。
70系では貫通扉の上部に設置されているLED式車内案内表示器は乗降ドアの上に1両あたり3箇所に千鳥配置で設置されており、扉の開閉方向や、各駅のエスカレータとエレベーターの位置も表示されるようになっている。扉開閉表示はLEDの案内表示に連動しており、66系13編成以降と違い「扉が閉まります」の表示も追加されている。
66系13編成以降の登場時とほぼ同様の音のドアチャイムを設置しており、チャイムが鳴動するスピーカーは試作車と量産車で形状が異なっている。
車椅子スペースは、各車両に1箇所ずつ設置されている。また、車椅子の着座高さでも利用できるよう車椅子スペースにはインターホンが取り付けられている。このインターホンは、車椅子スペースと妻面の1両2箇所に設置されている。
従来の大阪市営地下鉄の車両の床面は駅ホームの床面との間に段差があることから、車椅子利用者は乗降時に駅員が簡易スロープを使用して介助する必要があったが、本系列では車両とホームの床面段差が縮小したことから駅員の介助は不要となった。

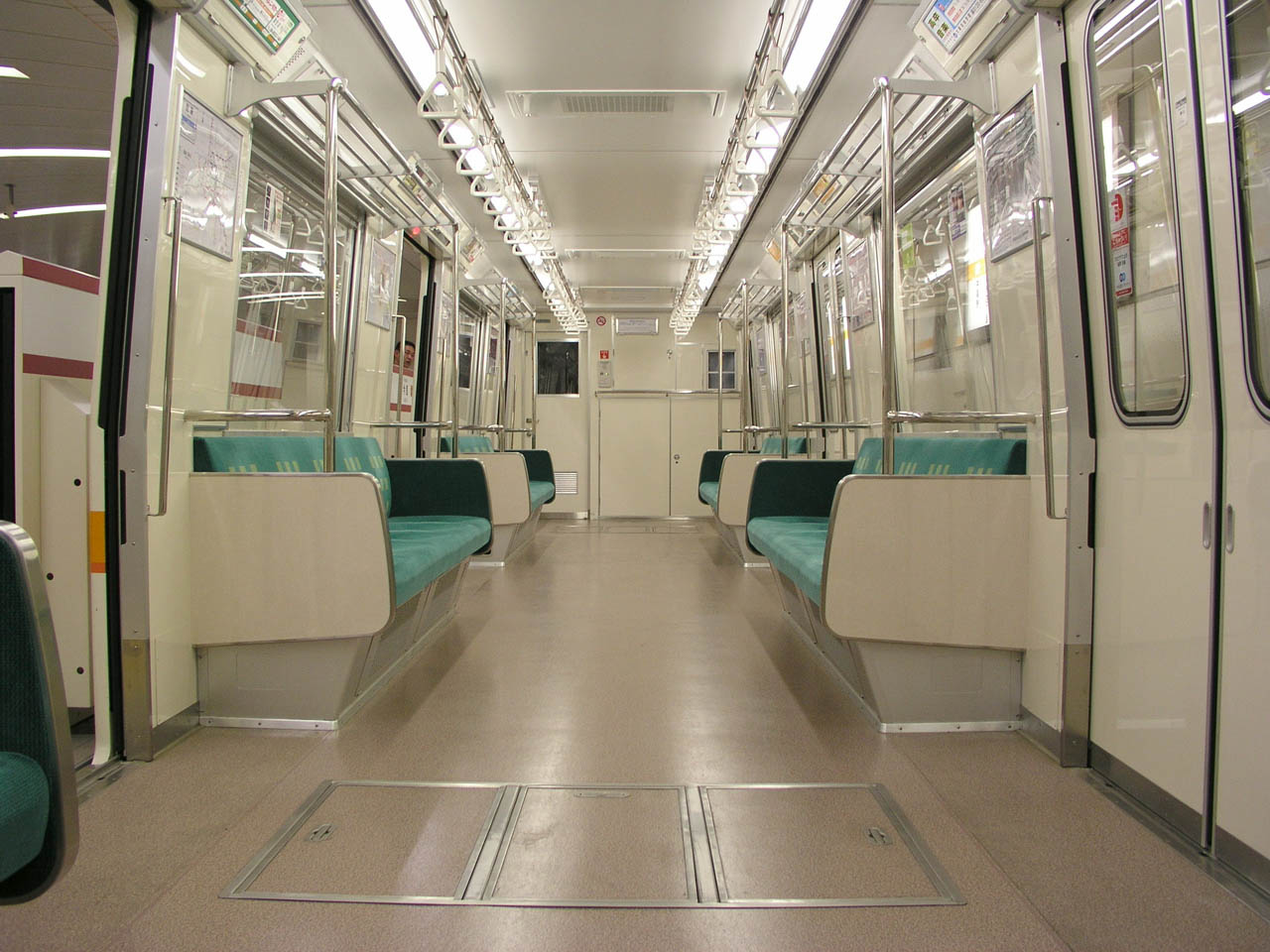
客室内部
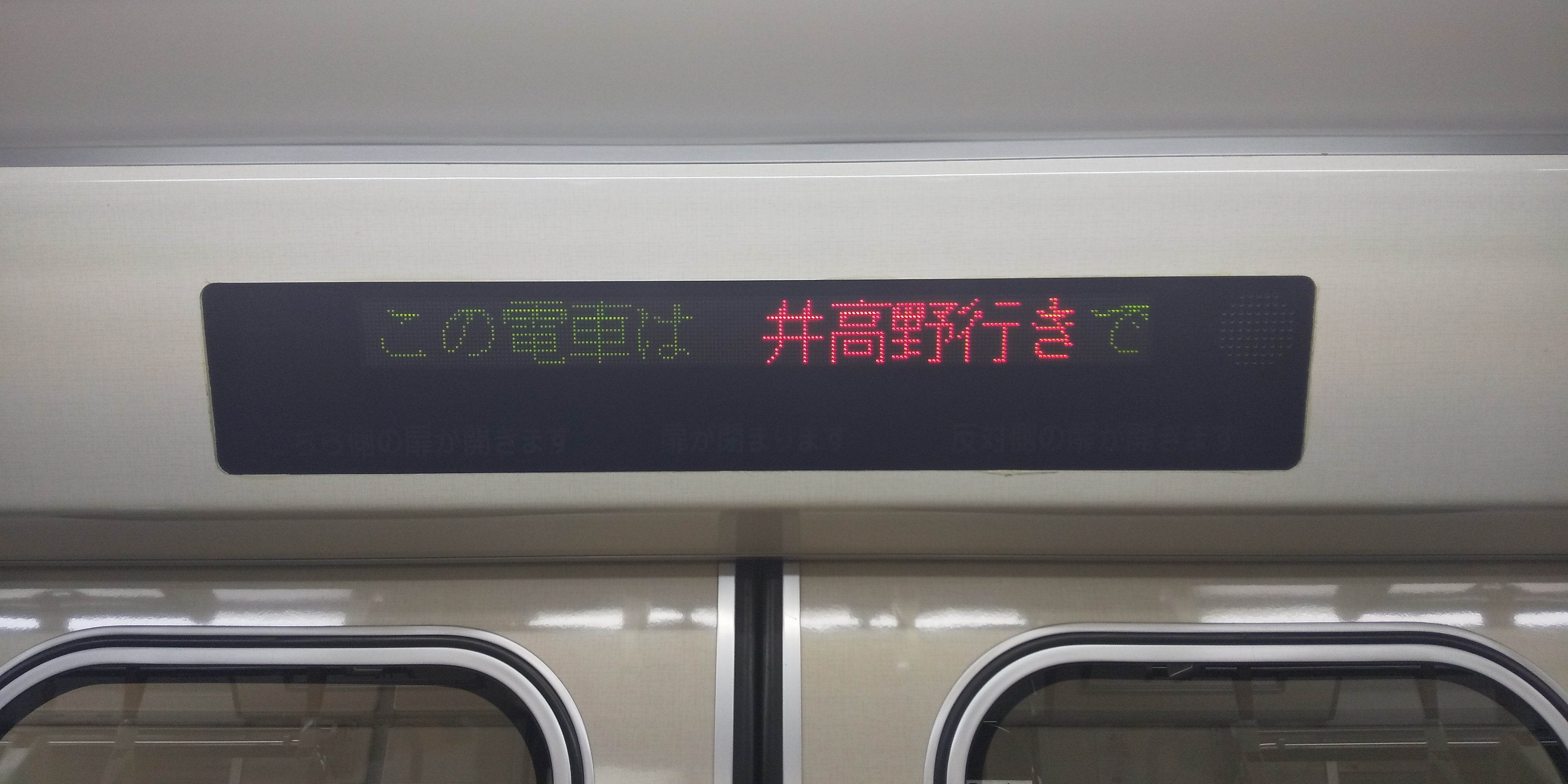
車内案内表示器 （試作車）
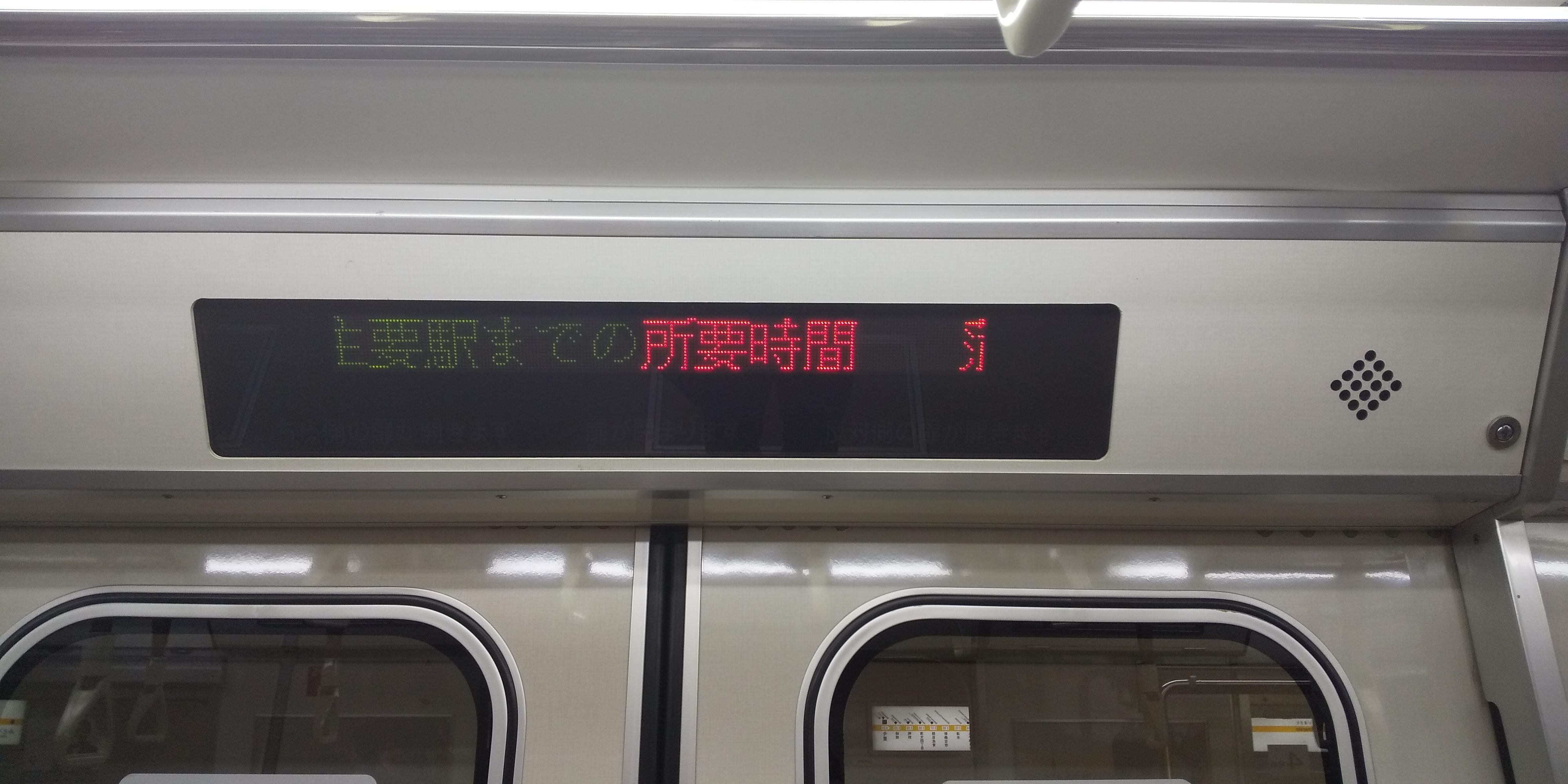
車内案内表示器 （量産車）

## 長堀鶴見緑地線への転用

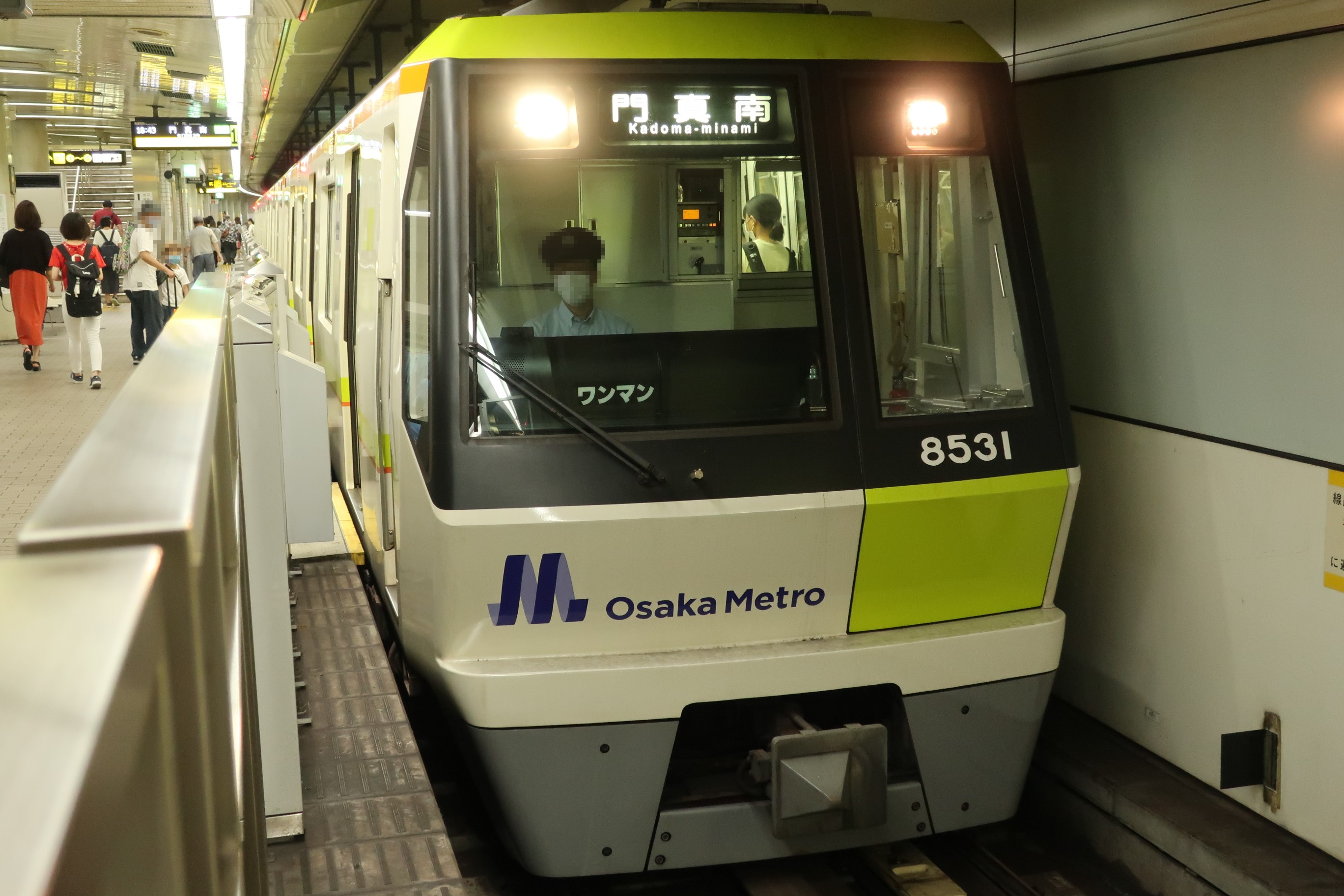
長堀鶴見緑地線80系
（第31編成）

2013年（平成25年）に実施された今里筋線のダイヤ改正に伴い今里筋線運用が1運用削減されたことから、余剰・休車となった第17編成を長堀鶴見緑地線用へ転用改造した。これに伴い番号は第31編成に変更されている。同線の増発用として2019年（平成31年）3月中旬より運行を開始した。
改造内容は以下の通りである。
機器
制御装置・空気制動装置などは基本的に70系に合わせた仕様となっており、長堀鶴見緑地線のATO装置も設置された。
外観
塗装が変更され、長堀鶴見緑地線用のラインカラーとなったものの、側面の帯色にはオレンジ色も残されている。また、前面の下部にあった「8」をアレンジしたマークは「Osaka Metro」のロゴに変更された。

## 編成表
2024年（令和6年）4月1日現在
| ← 井高野今里 → | ← 井高野今里 →  | ← 井高野今里 → | ← 井高野今里 → | ← 井高野今里 →  | ← 井高野今里 → | ← 井高野今里 → | ← 井高野今里 →                        |
| -------------- | --------------- | -------------- | -------------- | --------------- | -------------- | -------------- | ------------------------------------- |
| 形式           | ＜ 8100 （M2c） | 8200 （M1e）   | 8400 （M1e）   | ＞ 8500 （M2c） | 竣工           | 製造           | 備考                                  |
| 搭載機器       | SIV CP          | VVVF           | VVVF           | SIV CP          | 竣工           | 製造           | 備考                                  |
| 車両番号       | 8101            | 8201           | 8401           | 8501            | 2004/11/30     | 近車           | 2006/11/01付で 長堀鶴見緑地線から転入 |
| 車両番号       | 8102            | 8202           | 8402           | 8502            | 2006/10/31     | 川重           |                                       |
| 車両番号       | 8103            | 8203           | 8403           | 8503            | 2006/10/31     | 川重           |                                       |
| 車両番号       | 8104            | 8204           | 8404           | 8504            | 2006/10/31     | 川重           |                                       |
| 車両番号       | 8105            | 8205           | 8405           | 8505            | 2006/10/31     | 川重           |                                       |
| 車両番号       | 8106            | 8206           | 8406           | 8506            | 2006/10/31     | 近車           |                                       |
| 車両番号       | 8107            | 8207           | 8407           | 8507            | 2006/10/31     | 近車           |                                       |
| 車両番号       | 8108            | 8208           | 8408           | 8508            | 2006/10/31     | 近車           |                                       |
| 車両番号       | 8109            | 8209           | 8409           | 8509            | 2006/10/31     | 近車           |                                       |
| 車両番号       | 8110            | 8210           | 8410           | 8510            | 2006/10/31     | 近車           |                                       |
| 車両番号       | 8111            | 8211           | 8411           | 8511            | 2006/10/31     | 近車           |                                       |
| 車両番号       | 8112            | 8212           | 8412           | 8512            | 2006/10/31     | 近車           |                                       |
| 車両番号       | 8113            | 8213           | 8413           | 8513            | 2006/10/31     | 近車           |                                       |
| 車両番号       | 8114            | 8214           | 8414           | 8514            | 2006/10/31     | 川重           |                                       |
| 車両番号       | 8115            | 8215           | 8415           | 8515            | 2006/10/31     | 川重           |                                       |
| 車両番号       | 8116            | 8216           | 8416           | 8516            | 2006/10/31     | 川重           |                                       |

| ← 大正門真南 →      | ← 大正門真南 →  | ← 大正門真南 → | ← 大正門真南 → | ← 大正門真南 →  | ← 大正門真南 → | ← 大正門真南 → | ← 大正門真南 →                          |
| ------------------- | --------------- | -------------- | -------------- | --------------- | -------------- | -------------- | --------------------------------------- |
| 形式                | ＜ 8100 （M2c） | 8200 （M1e）   | 8400 （M1e）   | ＞ 8500 （M2c） | 竣工           | 製造           | 備考                                    |
| 搭載機器            | SIV CP          | VVVF           | VVVF           | SIV CP          | 竣工           | 製造           | 備考                                    |
| 車両番号 （旧車番） | 8131 （8117）   | 8231 （8217）  | 8431 （8417）  | 8531 （8517）   | 2006/10/31     | 川重           | 元今里筋線17編成 2019/02/27付で転用改造 |

凡例
- 近車：近畿車輛
- 川重：川崎重工業（現：川崎車両）
- VVVF：制御装置
- SIV：補助電源
- CP：空気圧縮機
- ＜・＞：集電装置